# Kereskedőjegyek
Névváltozatok:
de: Handelszeichen

Rövidítések:

A kereskedőjegyek a kereskedők által az áru tulajdonának megjelölésére használt jelképek voltak. Ezeket saját elhatározásból vették fel és használták. Kezdetben személyi jelek voltak, később sokat pajzsra helyeztek és ezáltal valódi, színezett polgári címerekké váltak. Gyakran hagyták azonban figyelmen kívül a heraldikai szabályokat és az ilyen címerek meghatározása  sokszor bonyolult feladat.

## Lásd még
céhcímerek, házjegy, mesterjegy